# Mombasai nemzetközi repülőtér
A Mombasai nemzetközi repülőtér (IATA: MBA, ICAO: HKMO) Kenya második legnagyobb városának nemzetközi repülőtere, amely Mombasa közelében található. Éves utasforgalma 1 386 315 fő (2012).

## Kifutópályák
A repülőtér futópályái:
- 03/21 (3350 m, 45 m, aszfalt)
- 15/33 (1363 m, 30 m, aszfalt)

## Forgalom
Az utasforgalom az elmúlt években az alábbi módon változott:
| Utasok száma | 1 205 000 | 1 346 000 | 1 114 000 | 1 271 000 | 1 386 315 | 1 280 000 | 1 232 000 | 1 325 000 | 1 516 000 | 1 485 000 |
|              | 2006      | 2007      | 2009      | 2010      | 2012      | 2013      | 2015      | 2016      | 2018      | 2019      |

## Légitársaságok és úticélok
| Légitársaság         | Célállomások                                                      |
| -------------------- | ----------------------------------------------------------------- |
| Animawings           | Szezonális charter: Bukarest                                      |
| Condor               | Szezonális: Frankfurt                                             |
| Enter Air            | Szezonális charter: Katowice, Varsó–Chopin                        |
| Ethiopian Airlines   | Addis Ababa                                                       |
| European Air Charter | Szezonális charter: Szófia                                        |
| Eurowings Discover   | Frankfurt                                                         |
| Fly540               | Nairobi–Jomo Kenyatta, Zanzibar                                   |
| Fly-SAX              | Moroni                                                            |
| Jambojet             | Nairobi–Jomo Kenyatta                                             |
| Kenya Airways        | Dubai–International, Nairobi–Jomo Kenyatta                        |
| LOT                  | Szezonális charter: Varsó–Chopin                                  |
| Mombasa Air Safari   | Amboseli, Keekorok, Lamu, Malindi, Masai Mara, Ukunda/Diani Beach |
| Neos                 | Milan–Malpensa Szezonális: Rome–Fiumicino, Verona                 |
| RwandAir             | Kigali, Mumbai                                                    |
| Smartwings Poland    | Szezonális charter: Prága, Varsó–Chopin                           |
| TUI fly Netherlands  | Szezonális: Amszterdam                                            |
| Turkish Airlines     | Istanbul                                                          |
| Uganda Airlines      | Entebbe                                                           |